# Víctor Guzmán (football, 2002)
Pour les articles homonymes, voir Guzmán et Víctor Guzmán.
Víctor Guzmán, né le 7 mars 2002 à Tijuana, est un footballeur mexicain qui joue au poste de défenseur central au sein du CF Monterrey.

## Carrière

### En club
Víctor Guzmán fait ses débuts professionnels le 21 janvier 2020 avec le Club Tijuana, lors d'un huitième de finale de la Coupe du Mexique de football contre le Club Atlético de San Luis. Le 25 juillet, il fait ses débuts en Liga MX.

### En sélection nationale
En octobre et novembre 2019, il est sélectionné pour la Coupe du monde des moins de 17 ans au Brésil. Les Mexicains atteignent la finale de la compétition avant de perdre face au Brésil. Ils ont déjà été champions en 2005 et 2011.
En mars 2023, il est sélectionné en équipe nationale pour la première fois, pour un match amical contre les États-Unis.